# Штрацниг, Кай
Кай Лукас Штрацниг (нем. Kai Lukas Stratznig; род. 15 апреля 2002, Шпитталь-ан-дер-Драу, Каринтия) — австрийский футболист, полузащитник клуба «Фёрст».

## Клубная карьера
Штрацниг — воспитанник клубов «Мюльдорф» и «Вольфсберг». 10 июня 2020 года в матче против «Хартберга» он дебютировал в австрийской Бундеслиге.